# Stefan Gustafsson (militär)
Stefan Ingemar Gustafsson, född 19 februari 1958 i Spånga församling i Stockholms stad, är en svensk militär och företagsledare.
Gustafsson tog gymnasieexamen vid Torsby skidgymnasium 1977 och sjöofficersexamen vid Sjökrigsskolan 1980, varpå han samma år utnämndes till fänrik vid Vaxholms kustartilleriregemente och 1983 befordrades till kapten. Åren 1980–1990 var han chef för ubåts-, skydds-, bevakningsbåts-, minutläggnings- och artilleriförband vid regementet. Han studerade vid Militärhögskolan 1986–1987 och 1990–1992. År 1988 befordrades han till major och var därefter chef för Kustartilleriets minskola 1988–1990. Han tjänstgjorde 1992–1994 vid Marinstaben och 1994–1997 vid Strategiavdelningen i Högkvarteret, befordrad till överstelöjtnant 1995. År 1997 utnämndes han till överstelöjtnant med särskild tjänsteställning och var chef för Amfibiebataljonen vid Vaxholms kustartilleriregemente 1997–1999, varpå han var ställföreträdande chef för Strategiavdelningen i Högkvarteret 1999–2000. Åren 2000–2001 studerade han vid US Naval Command College. Han befordrades 2002 till överste, var 2002–2003 chef för Operationssektionen i Marinens taktiska kommando i Högkvarteret och 2003 ställföreträdande chef för Marinens taktiska kommando. Åren 2003–2005 var han chef för Älvsborgs amfibieregemente och 2005–2008 chef för Strategisk analys vid Högkvarteret.
Gustafsson lämnade Försvarsmakten 2008 och har därefter tjänstgjort som chef för Incident and Crisis Management Team vid Vattenfall, som Managing Director vid LearningWell Stockholm AB till 2013, som Vice President of Strategic Security vid Swedish Space Corporation 2013–2015 och sedan 2015 som Vice President of Strategy & Sustainable Business vid Swedish Space Corporation. Sedan 2011 driver han också företaget Crises Control S AB, i vilket han är verkställande direktör och styrelseordförande.
Stefan Gustafsson invaldes 1997 som ledamot av Kungliga Örlogsmannasällskapet och 1999 som ledamot av Kungliga Krigsvetenskapsakademien.
Gustafsson har också varit verksam som kanotist med maraton som specialitet och vann silvermedaljer vid världsmästerskapen 1988, 1990 och 1992.